# Los guantes mágicos
Los guantes mágicos és una pel·lícula de comèdia dramàtica argentina del 2003 dirigida per Martín Rejtman. La pel·lícula és protagonitzada per Vicentico, Valeria Bertuccelli, Diego Olivera, Fabián Arenillas, Cecilia Biagini i Susana Pampín. La pel·lícula es va estrenar al Festival Internacional de Cinema de Locarno el 12 d'agost de 2003, seguida d'una estrena el 8 de setembre al Festival Internacional de Cinema de Toronto. Es va estrenar en cinemes a Argentina el 27 de maig de 2004.

## Resum de la trama
L'Alejandro (Vicentico), un taxista, i la seva xicota Cecilia estan enmig de la ruptura quan són adoptats per un grup social liderat per un equip de marits i dones, Sergio (Fabián Arenillas) i Susana (Susana). Pampín). Alejandro abandona breument la seva carrera de conductor de taxi per unir-se a una inversió en guants de plàstic juntament amb el germà de Sergio i Luis, una estrella porno que ha estat treballant al Canadà.

## Repartiment
- Gabriel "Vicentico" Fernández Capello com «Alejandro»;
- Valeria Bertuccelli com «Valeria»;
- Fabián Arenillas com «Sergio»;
- Cecilia Biagini com «Cecilia»;
- Susana Pampín com «Susana»;
- Diego Olivera
- Leonardo Azamor
- Pietr Krysav com «Hugh»;
- Denis Lukin com «Kevin»;
- Yelena Goreyeva com «Laura»;
- Darío Levy com «Otorrinolaringólogo»;
- Gonzalo San Martín com «Oculista»;
- Víctor Hugo Carrizo com «Copiloto»;
- Alicia Palmes com «Mujer Lútor»;
- Santiago Bontá com «Barman»;
- Sol Suárez com «Moza Bar»;
- Lilian Lapadula com «Voz Profesora de Yoga»;

## Recepció
Escrivint per a The Village Voice, J. Hoberman va elogiar la pel·lícula; "Los guantes mágicos és una simfonia de la ciutat en què la metròpoli sembla un laberint il·lusori i la melodia es basa en una tornada de riffs recurrents." Dan Sallitt de Senses of Cinema va escriure que "Los guantes mágicos empeny l'estil inèdit de la comèdia espanyola tan lluny que l'abstracció surt a l'altre extrem.."
Diego Batlle, crític del diari La Nación, destacant el treball de Martín Rejtman, un pioner del nou cinema argentí, dirà que el director:
| « | […] construeix en "Los guantes mágicos" la seva pel·lícula més madura i audaç, una comèdia agredolça que provoca molts riures amb els seus centellejos d'humor absurd, però que al mateix temps va deixant com a sediment una sensació de melancolia i tristesa en la seva mirada a les misèries d'un grup de personatges que -en les seves petites manies, traumes, rituals i baixeses- sintetitzen gairebé sense proposar-l'hi la decadència més o menys ostensible de la classe mitjana portenya. | » |